# Biblia Slavica

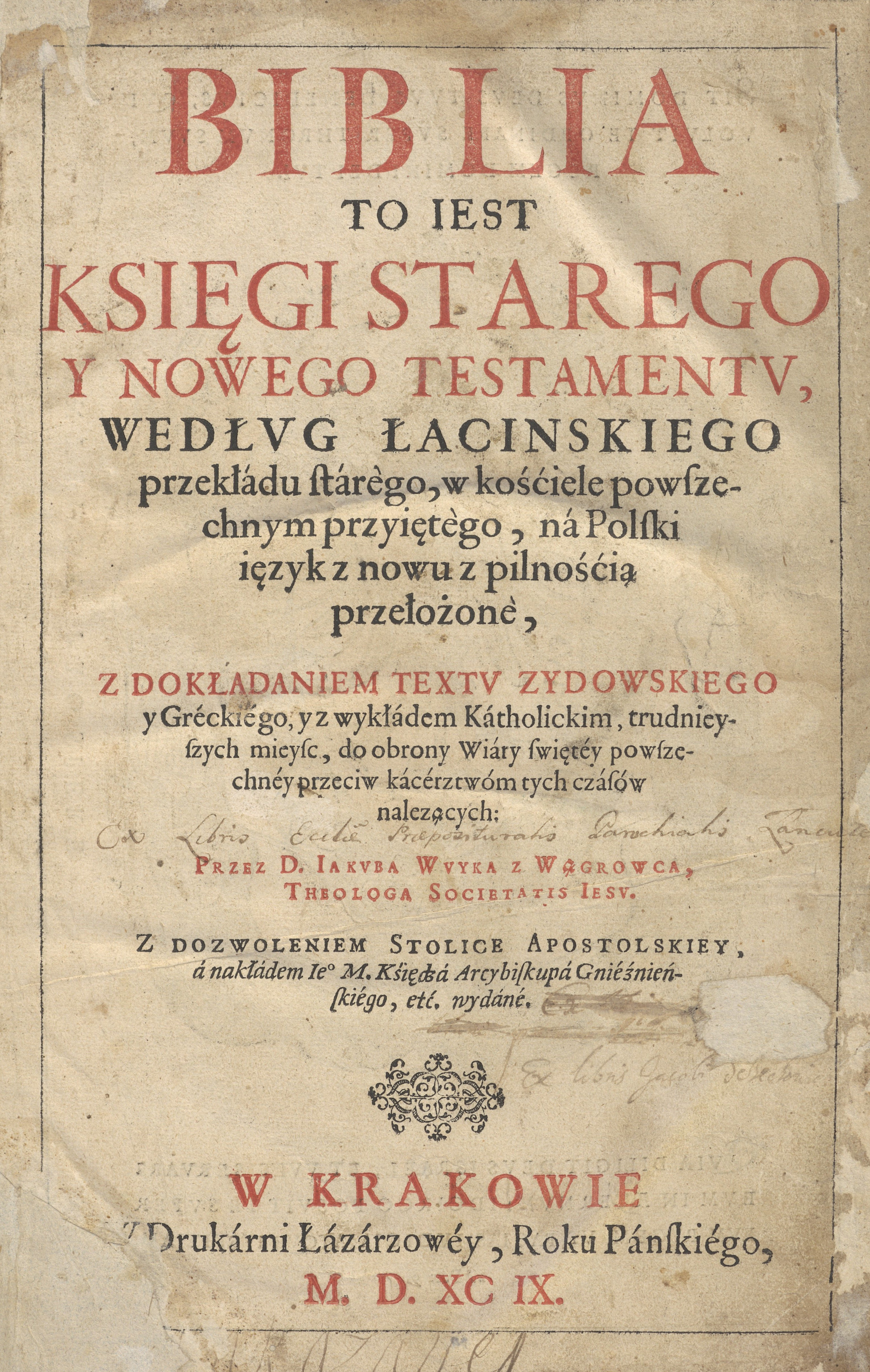
Titelseite der ersten polnischen Bibelausgabe von 1599

Biblia Slavica ist eine deutsche Buchreihe, in der Manuskripte und frühe Drucke des Bibeltextes in slawischen Sprachen im Faksimile herausgegeben wurden. Zusammen mit den biblischen Texten wurden wissenschaftliche Studien veröffentlicht. Diese Quellenveröffentlichungen ermöglichen einen breiten Zugang zur Erforschung von Geschichte, Sprache, Spiritualität und Kultur der Slawen. Die Reihe erscheint im Verlag Ferdinand Schöningh, Paderborn.

## Geschichte der Reihe
Die Idee zur Reihe Biblia Slavica entstand in mehreren Entwicklungsschritten. 1966 veröffentlichte Władysław Smereka Facsimiles des Neuen Testaments von Jakub Wujek aus dem Jahr 1593, wozu er eine umfangreiche philologische Einführung verfasste. In den nächsten zehn Jahren gab Smereka eine fotografische Reproduktion der Krakauer Bibel des Johannes Nicz Leopolita, die Leopolita-Bibel von 1561 heraus. Für dieses Projekt wurde eine Arbeitsgruppe gegründet, zu der Stanisław Urbańczyk, Karol Estreicher, Wanda Górecka und Czesław Miłosz gehörten. Die Arbeit an dieser Ausgabe wurde durch den Tod von Smereka, Estreicher und Wanda Górecka unterbrochen. Zu dieser Zeit nahm Stanisław Urbańczyk Verbindung zu den deutschen Slawisten Reinhold Olesch und Hans Rothe auf, die finanzielle Unterstützung für das Projekt von der Alfried Krupp von Bohlen und Halbach-Stiftung einwarben. Mitte der 1980er Jahre planten Reinhold Olesch und Hans Rothe, eine polnische und eine tschechische Bibel in getrennten Verlagsreihen zu veröffentlichen. Im Laufe der Zeit wurde aus diesem Projekt der Plan, wichtige slawische Bibelübersetzungen aus westslawischen, ostslawischen und südslawischen Sprachen zu veröffentlichen. Die erste Publikation der Reihe war die 1988 erschienene Leopolita-Bibel.
Das Projekt Biblia Slavica besteht aus sechs Serien: Serie 1: Tschechische Bibeln. Serie 2: Polnische Bibeln. Serie 3: Ostslawische Bibeln. Serie 4: Südslawische Bibeln. Serie 5: Slowakische Bibel der Kamaldulenser und andere slawische Bibeln. Serie 6: Supplement: Biblia Lithuanica.

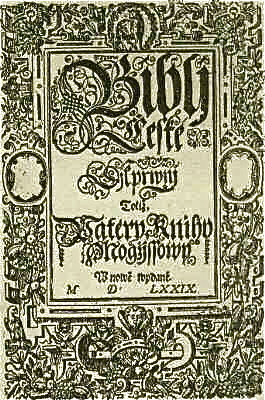
Titelblatt der Kralitzer Bibel

- Die tschechische Reihe umfasst in 14 Bänden: die alttschechische Dresdner Bibel[2], ergänzt durch Texte aus der Olmützer Bibel (1417)[3]; die Kutná Hora Bibel (Kuttenberger Bibel) von 1489; die Kralitzer Bibel, die in den Jahren (1579–1594) in sechs Bänden veröffentlicht wurde; die Bibel des hl. Wenzel (Svatováclavská Bibel) veröffentlicht in drei Bänden 1677, 1712 und 1715.
- Die polnische Reihe enthält in 8 Bänden fünf verschiedene Bibelübersetzungen: die Leopolita-Bibel (1561); die Budny-Bibel (1572); die Brester Bibel (1563); das Neue Testament von Stanisław Murzynowski (1551–1552); die Übersetzung von Jakub Wujek 1599.
- Die ostslawische Reihe enthält in 5 Bänden vier belarussische, kirchenslawisch-russische und russische Übersetzungen: das Neue Testament aus der Bibel von Franciszek Skaryna; die Evangelienübersetzungen von Epiphanius (Sławiniecki) aus der Sammlung von Vukol Undolski; der russische Psalter von Wasilij Kiriłłowicz Triediakowski und die belarussische Übersetzung der Evangelien um 1580 von Wasyl Cjapiński.
- Die südslawische Reihe enthält in 5 Bänden bulgarische, kroatische und slowenische Übersetzungen: das Tetraevangelium des Priestermönchs Makarije von 1512, besorgt und eingeleitet von Heinz Miklas; die kroatische Bibel von Bartol Kašić aus dem Jahr 1625; slowenische Übersetzungen: Primož Trubars Bibel mit dem Neuen Testament von 1557/1560/1577 und den Psalmen von 1566.
- Die fünfte Reihe enthält in drei Bänden eine bisher unveröffentlichte slowakische Übersetzung, die Kamaldulenser-Bibel von 1755.
- Die Supplement-Reihe enthält in 7 Bänden die einzige nicht-slawische Übersetzung von Jonas Bretkūnas litauischer Bibel, die zwischen 1580 und 1590 geschrieben wurde.